# TV-3421
La TV-3421 és una carretera local de les comarques del Montsià i Baix Ebre. Duu la T perquè és de les carreteres que pertanyen a la demarcació de Tarragona, i la V pel seu antic caràcter de carretera veïnal. Discorre pels termes municipals de la Sénia, Mas de Barberans i Roquetes, el darrer ja del Baix Ebre.
Comença a la Sénia, a l'extrem oriental de la població, del punt quilomètric 21,8 de la carretera TP-3311. Des d'aquell lloc s'adreça cap al nord-est, fent alguns retombs al llarg del seu traçat, fins que travessa el barranc de Valldebous, al lloc on hi ha, al nord-oest, el Mas de l'Arramblat, i en el punt quilomètric 7,5 deixa enrere el terme municipal de la Sénia per entrar en el del Mas de Barberans. La carretera discorre sempre per l'extrem nord-oest de la zona plana, sense enfilar-se en els contraforts dels Ports de Tortosa-Beseit, i arriba a la població de Mas de Barberans en poc més de 7 quilòmetres des de l'entrada en el terme. Es troba en el punt quilomètric número 15.
Des de Mas de Barberans, la TV-3421 continua cap al nord-est per la riba dreta del barranc de Lledó, fins que el barranc trenca cap al sud-est i se'n separa. Al cap de poc, una mica més de 3 quilòmetres des de Mas de Barberans, la carretera abandona el terme d'aquesta població i entra en el de Roquetes, ja a la comarca del Baix Ebre. La carretera segueix el barranc de Lloret per la dreta, després travessa el barranc de Sant Antoni, i en 8 quilòmetres i mig arriba als Xalets de les Crevetes. Tot seguit continua, sempre cap al nord-est, fins que en 3 quilòmetres arriba al Raval de Cristo, al cap d'un quilòmetre al Raval de la Mercè, i en menys d'un altre quilòmetre, al centre de Roquetes, on enllaça amb les carreteres T-341 i T-342, on acaba els seus 31,2 quilòmetres de recorregut a la cruïlla del Carrer Major de Roquetes amb el Carrer de Sant Roc.